# Atenizus plaumanni
Atenizus plaumanni là một loài bọ cánh cứng trong họ Cerambycidae.